# Cistólito (botânica)

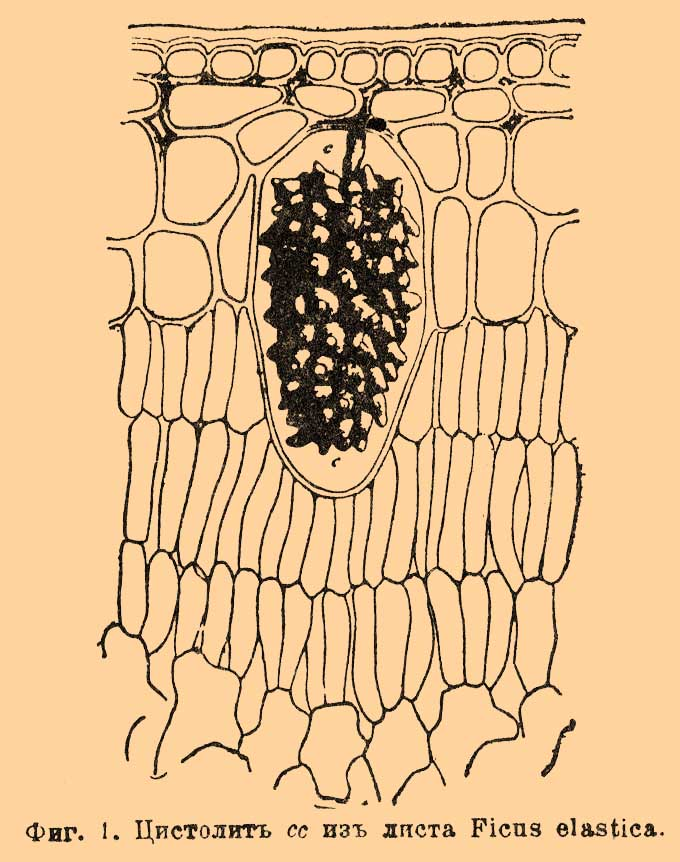
Cistólito numa folha de Ficus elastica.

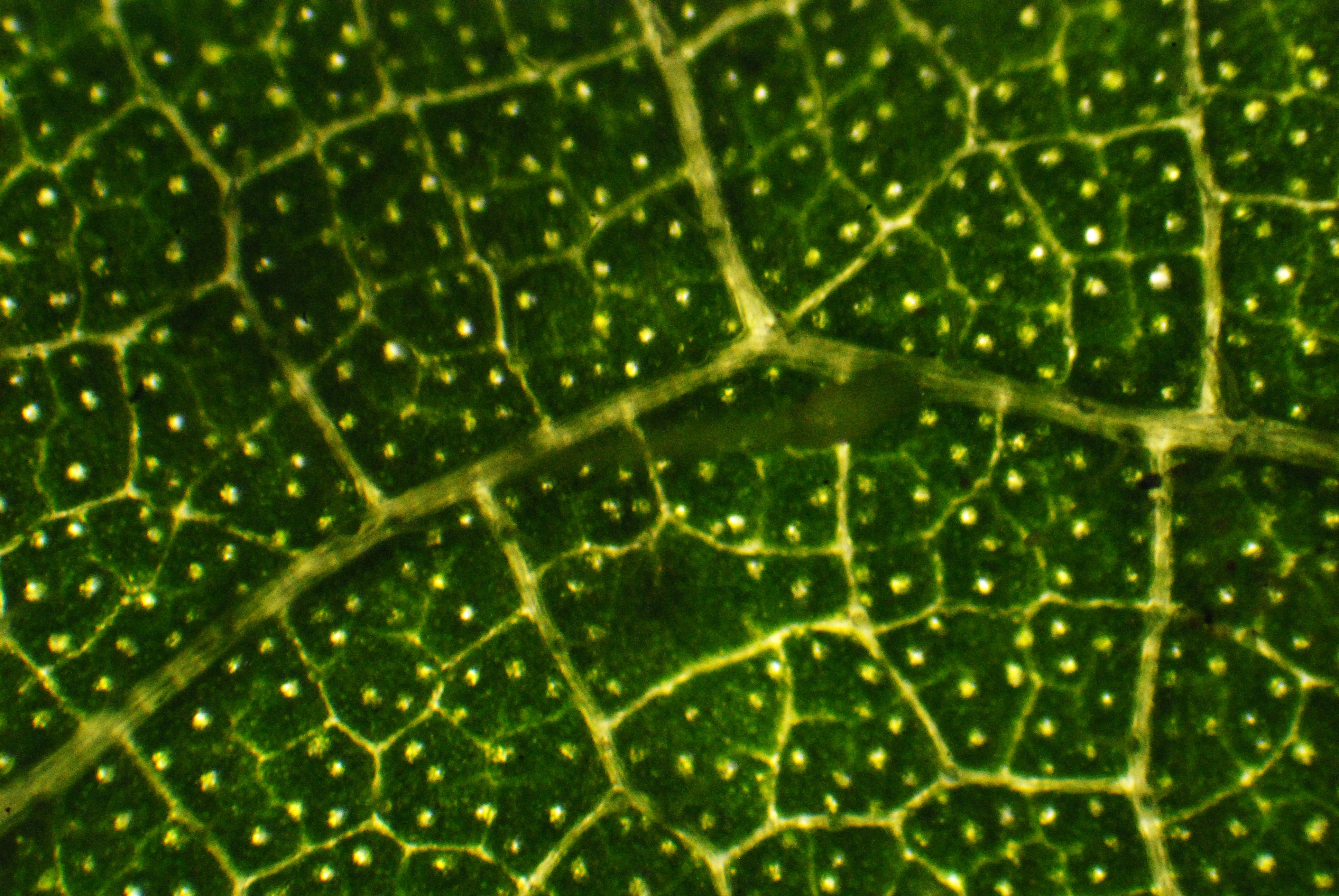
Cistólitos nas folhas de uma urtiga.

Cistólito (do grego: cavidade + pedra) é a designação dada em botânica às concreções de carbonato de cálcio, em geral pedunculadas, que surgem na parede celular celulósica de algumas células de plantas com flor, designadas por litocistos, especialmente em células epidérmicas modificadas.